# Podhřebenový sval
Podhřebenový sval (lat. musculus infraspinatus) je kosterní sval, který ovládá ramenní kloub. Je to tlustý sval trojúhelníkovitého tvaru, který vyplňuje podhřebennou jámu lopatky, jeho šlacha přechází přes pouzdro ramenního kloubu a upíná se na velký hrbolek pažní kosti, společně s nadhřebenovým a malým oblým svalem.
Na přechodu přes kloubní pouzdro může být šlacha podložena tihovým váčkem, který může komunikovat s kloubní dutinou.

## Podhřebenový sval u zvířat
U zvířat vytváří podhřebenový sval mohutné svalové bříško, sval je ohybačem ramenního kloubu. U jatečných zvířat je se konzumuje jako součást plece.